# 56 (szám)
Az 56 (ötvenhat) (római számmal: LVI) az 55 és 57 között található természetes szám.

## A szám a matematikában
A tízes számrendszerbeli 56-os a kettes számrendszerben 111000, a nyolcas számrendszerben 70, a tizenhatos számrendszerben 38 alakban írható fel.
Az 56 páros szám, összetett szám, kanonikus alakja a 23 · 71, normálalakban az 5,6 · 101 szorzattal írható fel. Nyolc osztója van a természetes számok halmazán, ezek növekvő sorrendben: 1, 2, 4, 7, 8, 14, 28 és 56.
Téglalapszám (7 · 8). Tetraéderszám.
Felírható hat egymást követő prímszám összegeként (3 + 5 + 7 + 11 + 13 + 17). 4-nacci szám. Az első 8 pozitív egész osztóinak összegének összege. Áltökéletes szám. A 11-hez tartozó partíciók száma.
Mivel található olyan 56 egymást követő egész szám, amelynél minden belső számnak van közös prímtényezője akár az első, akár az utolsó taggal, az 56 Erdős–Woods-szám. A legkisebb ilyen tulajdonságú egymást követő számok 2212091405535117414-től fölfelé találhatók.
Az 56 egyetlen szám valódiosztóösszeg-függvényeként áll elő, ez a 106.

## A tudományban
- A periódusos rendszer 56. eleme a bárium.